# Capodistria
Capodistria (in sloveno Koper [koːpəɾ], in croato Kopar) è una città della Slovenia di 53 560 abitanti. Affacciata sul mar Adriatico, è il principale porto del Paese nonché un importante centro industriale. È il capoluogo del comune cittadino omonimo (Mestna občina Koper/Comune Città di Capodistria), una delle quattro entità comunali slovene dove l'italiano è riconosciuto come lingua ufficiale.
Città di fondazione greca, fu poi romana, bizantina e per cinque secoli veneziana. L'eredità della Serenissima si rispecchia in alcuni dei più importanti monumenti che caratterizzano il centro storico rinascimentale, come il palazzo Pretorio, la cattedrale dell'Assunta e di San Nazario e la Loggia. 
Situata ad una ventina di chilometri da Trieste, è unita all'Italia dal valico frontaliero di Scoffie. Capodistria è altresì collegata con la capitale Lubiana da un'autostrada e da una ferrovia. 
Centro universitario, è sede della diocesi di Capodistria, suffraganea dell'arcidiocesi di Lubiana.

## Geografia fisica
Capodistria si affaccia su una baia, nota come vallone, lungo la costa nord-occidentale della penisola istriana. A nord dell'abitato, nella zona portuale, sfocia nel mar Adriatico il fiume Risano. È situata a 106 km a sud-ovest della capitale Lubiana e a 25 km a sud di Trieste.

### Alture, monti principali e passi principali
Golich (Golič), 890 m; Monte Caucizze (Kavčič), 882 e 879 m; Lipenico (Lipnik), 804 m; Coinico (Kojnik), 802 m; Monte dei Carpini (Gaber); Monte dei Tigli (Lime); Colle (Breg), 595 m.

### Corsi, cascate e bacini d'acqua
Rio Ospo (Osp); Risano (Rižana); Torrente Cornalunga (Badaševica).

### Clima
| Capodistria         | Mesi | Mesi | Mesi | Mesi | Mesi | Mesi | Mesi | Mesi | Mesi | Mesi | Mesi | Mesi | Stagioni | Stagioni | Stagioni | Stagioni | Anno  |
| Capodistria         | Gen  | Feb  | Mar  | Apr  | Mag  | Giu  | Lug  | Ago  | Set  | Ott  | Nov  | Dic  | Inv      | Pri      | Est      | Aut      | Anno  |
| ------------------- | ---- | ---- | ---- | ---- | ---- | ---- | ---- | ---- | ---- | ---- | ---- | ---- | -------- | -------- | -------- | -------- | ----- |
| T. max. media (°C)  | 7,8  | 9,2  | 12,6 | 16,7 | 21,5 | 25,0 | 27,5 | 27,1 | 23,4 | 18,6 | 13,1 | 9,4  | 8,8      | 16,9     | 26,5     | 18,4     | 17,7  |
| T. min. media (°C)  | 3,5  | 3,9  | 6,0  | 9,2  | 13,4 | 17,2 | 19,6 | 19,5 | 16,4 | 12,4 | 7,7  | 4,8  | 4,1      | 9,5      | 18,8     | 12,2     | 11,1  |
| Precipitazioni (mm) | 75   | 70   | 72   | 89   | 82   | 92   | 69   | 93   | 111  | 98   | 117  | 88   | 233      | 243      | 254      | 326      | 1 056 |

## Storia

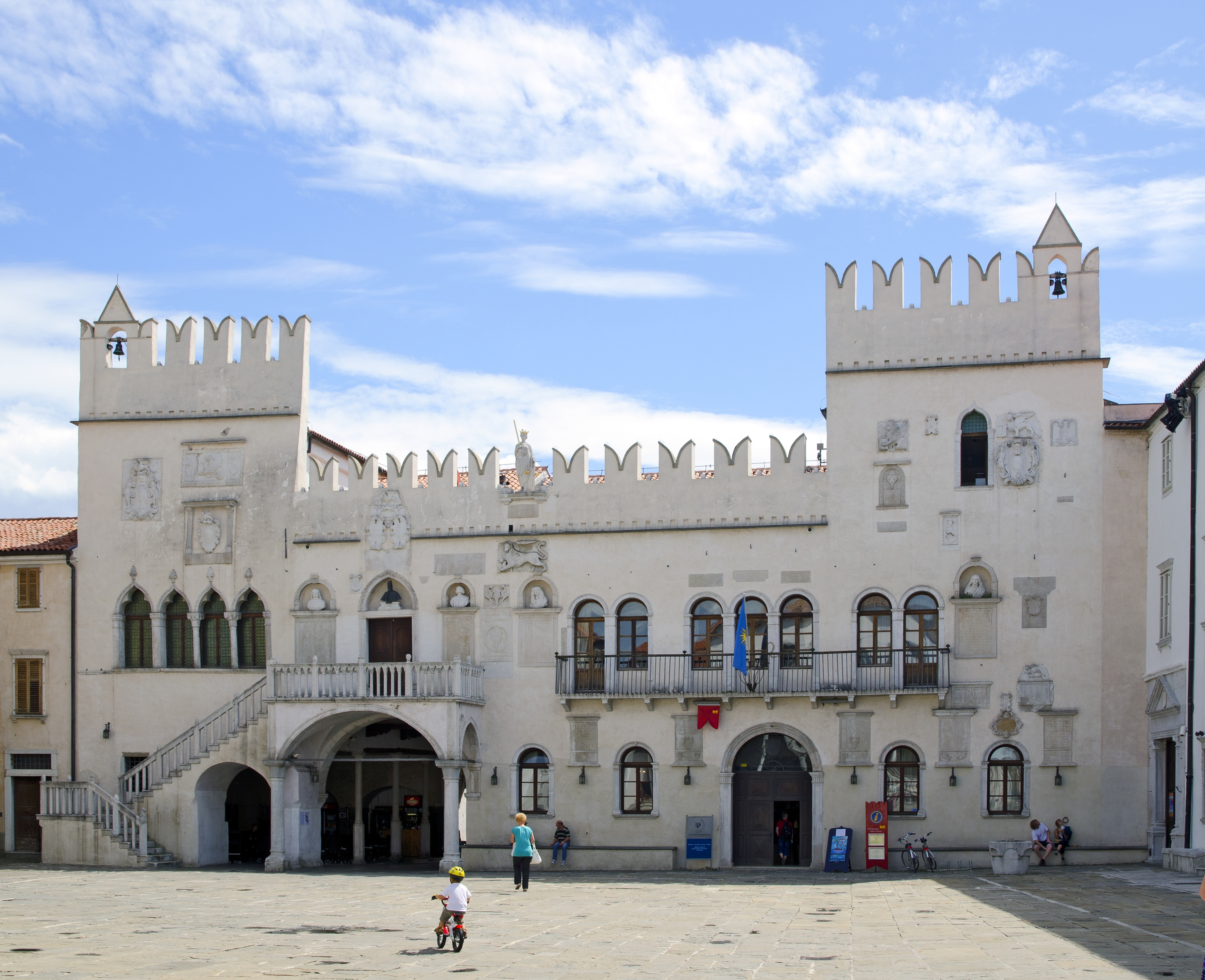
Palazzo Pretorio

### Età antica
Capodistria nasce da un antico insediamento costruito su un'isola nella parte sud-orientale della baia omonima, nell'Adriatico settentrionale, separata dalla terraferma dallo specchio lagunare di Valstagnon (o Stagnon). All'epoca dell'Antica Grecia la città era conosciuta col nome di Aegida; successivamente divenne nota coi nomi latini di Capris, Caprea, Capre o Caprista, dai quali deriva il moderno nome sloveno (Koper).

### Età medievale
Divenne bizantina attorno alla metà del VI secolo. Nel 568, i cittadini romani della vicina Tergeste (l'odierna Trieste) fuggirono a Capodistria a causa di un'invasione dei Longobardi. In onore dell'imperatore romano d'Oriente Giustiniano II, Capodistria venne ribattezzata Giustinopoli. Tale nome restò in uso (accanto a quello romano di Capris) almeno fino alla seconda metà del X secolo. Nel 788 o 789 la città passò sotto il dominio dei Franchi.
I commerci tra Capodistria e Venezia sono documentati fin dal 932. Nella guerra tra la Repubblica di Venezia e il Sacro Romano Impero, Capodistria fu al fianco di quest'ultimo, e per questo venne ricompensata con lo status di città, garantitogli nel 1035 dall'imperatore Corrado II. A partire dal 1232, Capodistria appartenne ai Patriarchi di Aquileia, e nel 1278 si unì alla Repubblica di Venezia.

### Età moderna
Capodistria si sviluppò sotto il profilo sia demografico che economico e assunse una posizione di sempre maggior rilievo nell'Istria veneziana. Data la sua posizione, venne rinominata Caput Histriae, cui si affiancò successivamente il toponimo Capo d'Istria (donde deriva il nome autoctono italiano).

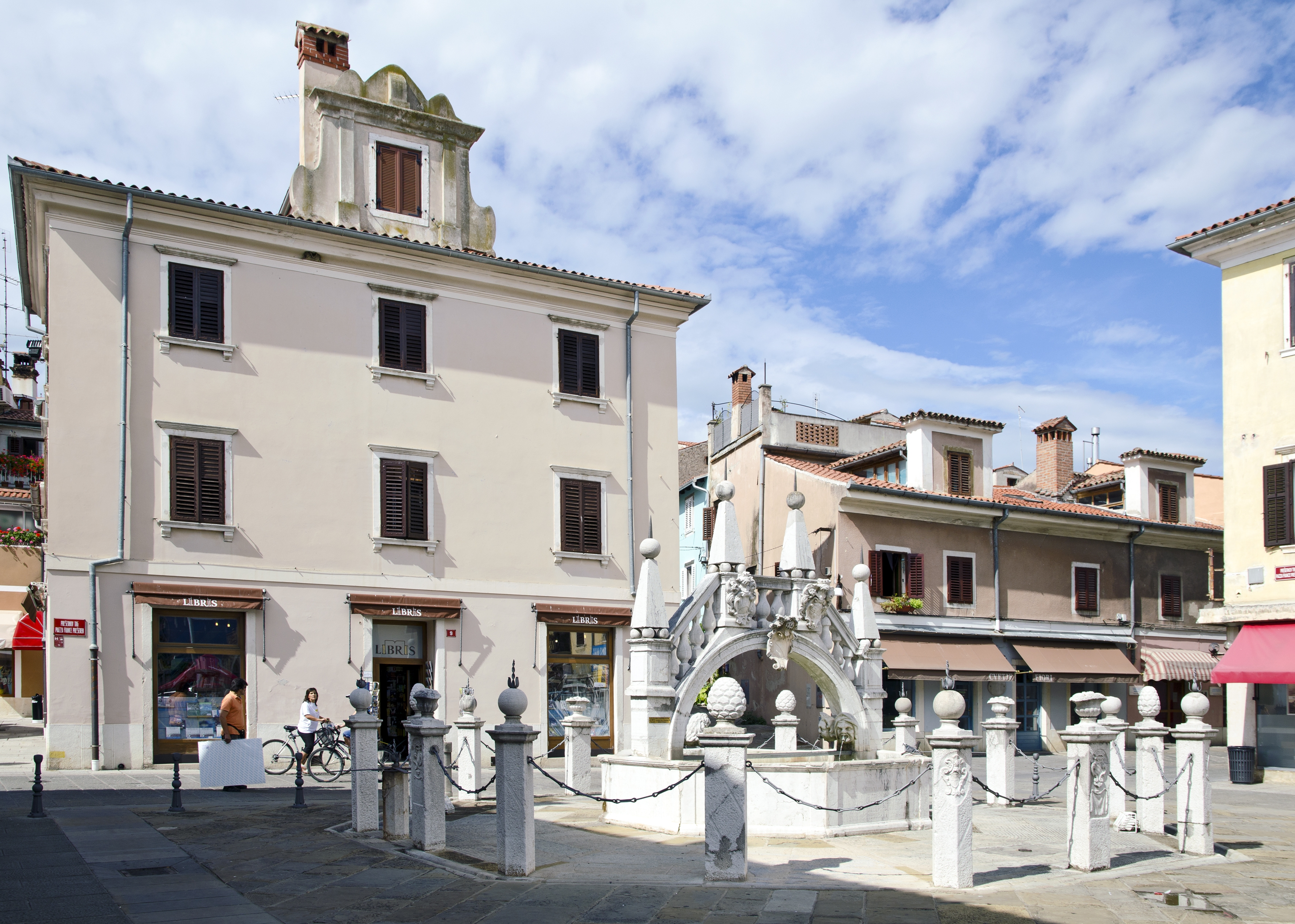
Fontana Da Ponte

Agli inizi del Cinquecento la città aveva oltre 10.000 abitanti, ma la peste del 1553 li ridusse a circa 4.000. Nel Seicento la popolazione aveva raggiunto di nuovo i cinquemila abitanti (ridottisi drasticamente nel 1630 ad appena 1.800 a seguito dell'epidemia di peste diffusasi in tutta l'Italia settentrionale). In due secoli perciò la popolazione crollò di quasi il 90% e la conseguenza fu la perdita di importanza di Capodistria rispetto a Trieste e ad altre città istriane.

### Età contemporanea
Venezia controllò Capodistria fino al suo tracollo nel 1797. In seguito al Trattato di Campoformio la città passò all'Impero austriaco dal 1797 al 1803. Nel 1803 Capodistria fu occupata dai Francesi, e quindi posta sotto il governo di Trieste. Nel 1805, per decisione di Napoleone, la città passò sotto il Regno Italico. Dopo la sconfitta di Napoleone nel 1813 e la caduta del Regno Italico, ritornò sotto il dominio dell'Impero Austriaco. L'amministrazione austriaca, che seguì alla caduta di Venezia e al periodo napoleonico, non la riconfermò come capoluogo istriano, che divenne dapprima Pisino e poi, in sede definitiva, Parenzo. Durante gli anni della riscoperta del sentimento nazionale, Capodistria fu il punto di riferimento del movimento unitario dell'Istria. Qui infatti vi era concentrato il principale nucleo del Comitato istriano dove si riunivano i patrioti più ardenti e che, dopo il 1857, operava come sede della Società Nazionale. Di Capodistria furono Carlo Combi e Antonio Madonizza (tra i più importanti istriani del Risorgimento e due degli Italiani più attivi nella lotta contro lo Stato asburgico), ma soprattutto uno dei precursori del movimento risorgimentale italiano, Gian Rinaldo Carli, che già nel 1765 pubblicava articoli prospettanti una non lontana indipendenza dell'Italia.
Il mancato e tanto sperato arrivo delle truppe italiane nel 1866 fece conseguentemente sviluppare un forte sentimento irredentista rappresentato, fra gli altri, da Tino Gavardo, Pio Riego Gambini, ma soprattutto Nazario Sauro che, dopo esser fuggito nel 1915 a Venezia per arruolarsi nella Regia Marina, fu catturato dalle autorità austriache durante un'incursione italiana e giustiziato sul patibolo a Pola il 10 agosto 1916.

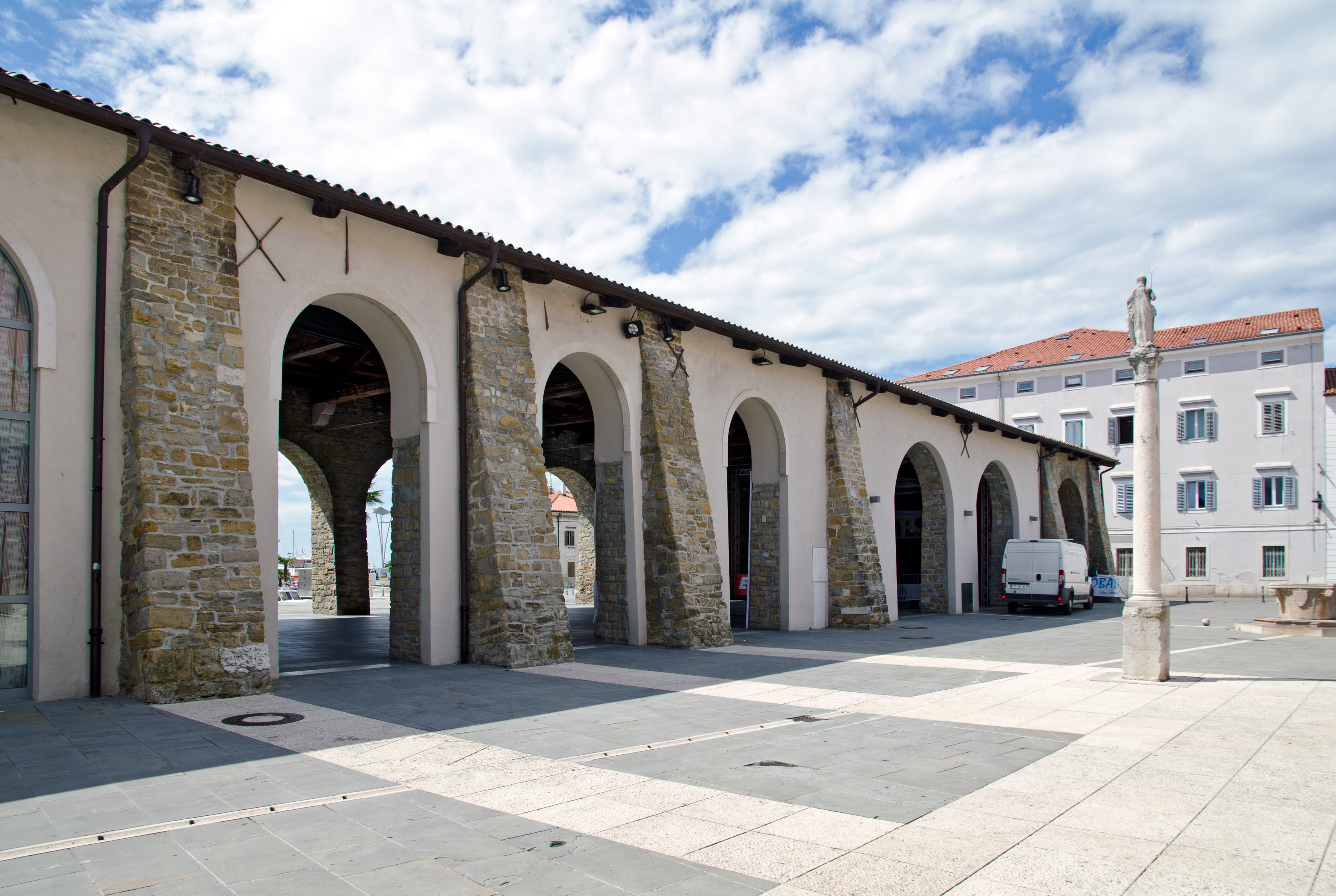
Taverna

A un patriota capodistriano, il generale Vittorio Italico Zupelli, già distintosi nella Guerra italo-turca (1911-1912), fu affidato il ministero della guerra italiano durante il primo conflitto mondiale (1915-1918). Capodistria fu un centro dell'irredentismo italiano nell'Istria asburgica. Nel novembre, 1918 finita la guerra, nella quale i volontari italiani di Capodistria furono in numero inferiore soltanto a quelli di Trieste e Pola, le truppe italiane furono accolte festosamente dalla popolazione.
Nel 1919 Capodistria passò, come tutta la Venezia Giulia, al Regno d'Italia, e successivamente venne inserita nel circondario di Capodistria della provincia dell'Istria. Nel 1923 furono aggregate al comune di Capodistria parti delle frazioni di Scoffie e Valle Oltra, già appartenenti al comune di Muggia.
Con la fine della seconda guerra mondiale e il trattato di pace del 1947, Capodistria fu compresa nella zona B del "Territorio Libero di Trieste" (TLT) amministrata dalla Jugoslavia. Metà della popolazione italiana autoctona prese la via dell'esodo già tra il 1947 e il 1954, prima ancora che si firmasse il Memorandum di Londra del 1954, ma quando già era chiaro che la città non sarebbe più ritornata alla sovranità italiana. La parte restante della popolazione italiana esodò infine negli anni successivi al 1954, sostituita dall'afflusso in città di popolazioni dalla Slovenia e dal resto della Jugoslavia. Solo una piccola parte degli italofoni rimase nella Capodistria jugoslava, fondando la locale Comunità degli italiani, in cui si riorganizzarono.

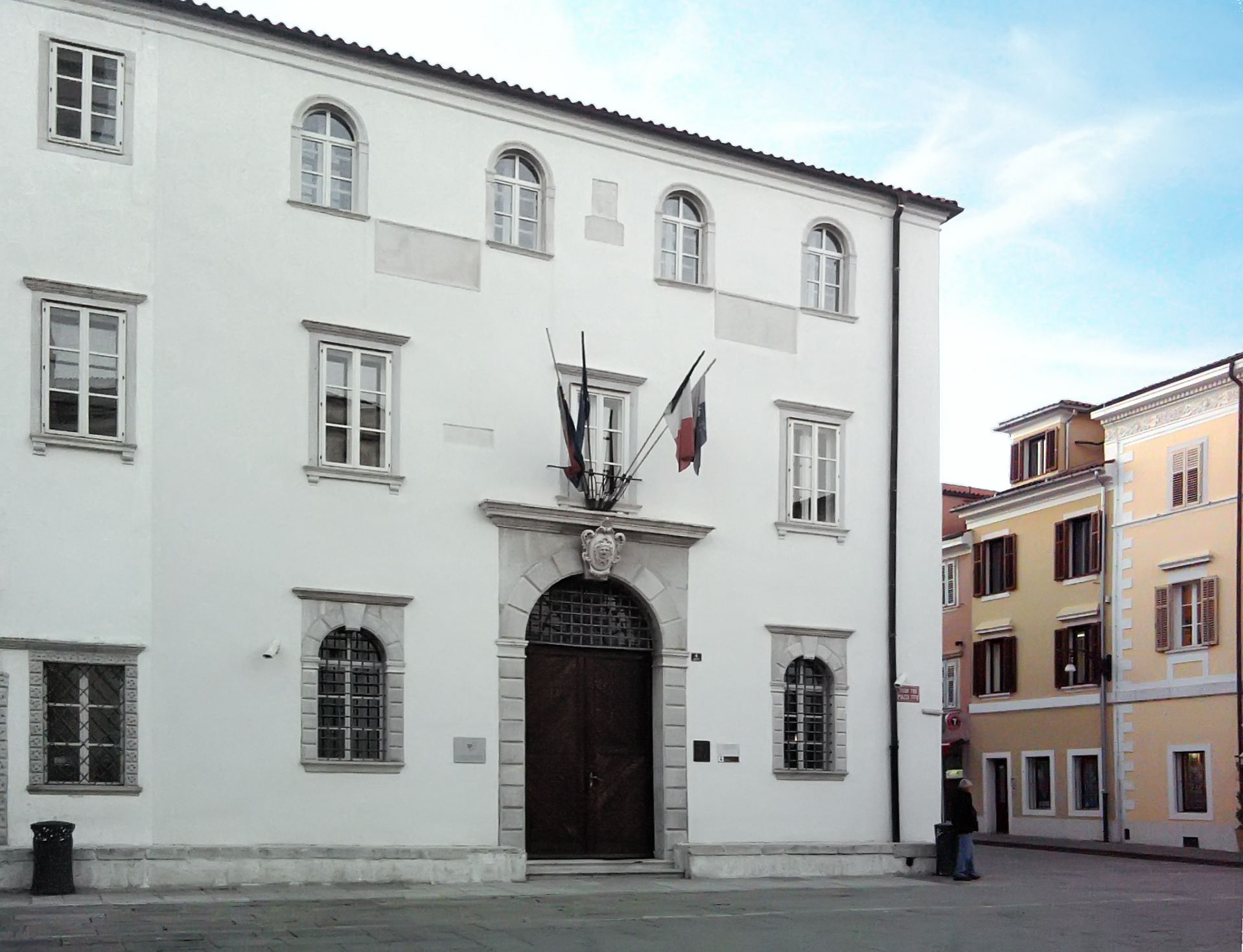
Università del Litorale

A seguito del Trattato di pace del 1947, il territorio che faceva parte della Zona B ebbe un amministratore apostolico, scelto fra il clero sloveno residente in Jugoslavia. Soltanto nel 1964 l'amministrazione apostolica fu affidata a un vescovo, nella persona di mons. Janez Jenko. Egli era anche amministratore apostolico della parte dell'Arcidiocesi di Gorizia in territorio sloveno e della diocesi di Fiume non assegnata alla Croazia.
Nel 1975 fu stipulato il Trattato di Osimo, che sanciva con accordo bilaterale tra l'Italia e la Repubblica Socialista Federale di Jugoslavia la fine della zona A e della zona B, con Capodistria che restava jugoslava. Nel 1977 intanto la Santa Sede separò anche giuridicamente le due diocesi di Trieste e Capodistria. Si trattava in realtà di due diocesi nuove, con nuovi confini. Alla nuova diocesi di Capodistria fu assegnato il territorio sloveno della ex-zona B, la parte della diocesi di Fiume in Slovenia e il territorio sloveno dell'arcidiocesi di Gorizia. Il nuovo vescovo di Capodistria fu mons. Janez Jenko, già amministratore apostolico. Il territorio della diocesi di Capodistria veniva così a coincidere con i nuovi confini politici definitivamente sanciti con il Trattato di Osimo. Nel 1970 iniziò a trasmettere TeleCapodistria, dopo che già nel 1949 era sorta RadioCapodistria, organo della minoranza italiana, il cui segnale è ricevibile in Italia, Slovenia e Croazia.
L'indipendenza slovena è del 1991. Nel 2003 vi è stata fondata l'Università del Litorale, che rappresenta, assieme al prestigioso Centro di Ricerche Scientifiche di Capodistria, il terzo polo universitario della Slovenia. Nel 2011 un referendum ha sancito l'autonomia comunale dell'insediamento di Ancarano.

## Monumenti e luoghi d'interesse

### Architetture civili
- Palazzo Pretorio, in stile gotico veneziano: si trova nel centro cittadino, nella storica piazza del Duomo, oggi piazza Tito (Titov Trg), ed è attualmente il palazzo comunale della città
- Palazzo della Loggia, risalente all'epoca medievale
- Fondaco o Fontico, magazzino del grano durante la dominazione veneziana: presenta sulla facciata quattro finestre, due gotiche e due rinascimentali, oltre a numerosi stemmi in pietra che celebrano i provvedimenti annonari delle autorità veneziane
- Palazzo Brutti, sede della biblioteca "Srečko Vilhar"
- Palazzo Carli, dove nacque, nel 1720, l'economista Gian Rinaldo Carli
- Palazzo Belgramoni-Tacco, sede del museo regionale
- Palazzo Gravisi
- Palazzo Vianello, sede del consolato d'Italia
- Porta della Muda, unica porta superstite delle dodici che componevano la cinta muraria cittadina
- Fontana Da Ponte, restaurata nelle forme attuali nella seconda metà del XVII secolo, richiama il ponte delle Guglie di Venezia
- Magazzino di San Marco o Taverna, antico magazzino del sale
- Casa Carpaccio, dimora del pittore Benedetto Carpaccio
- Case "a gheffo" (tipiche costruzioni con piano superiore sporgente)

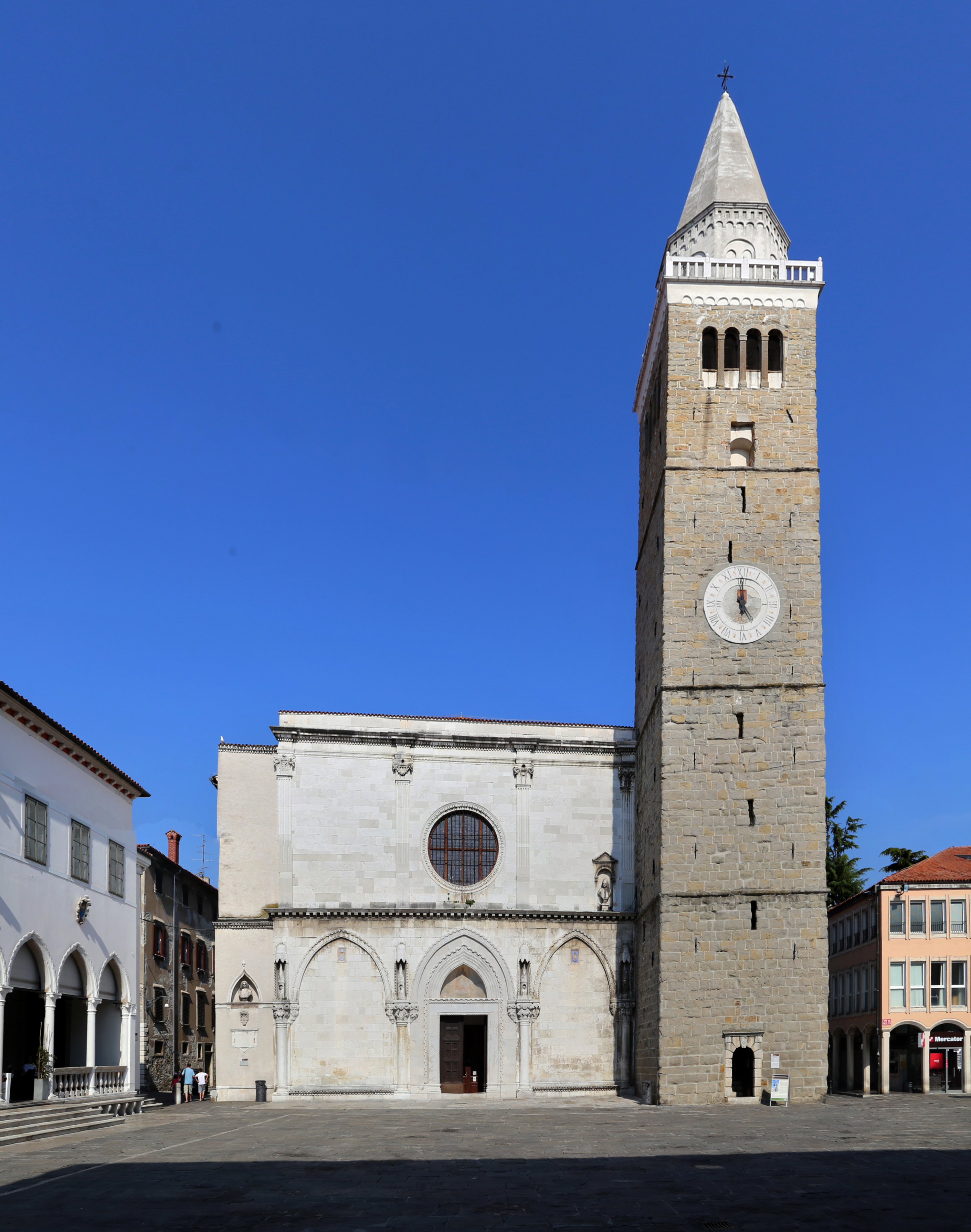
La Cattedrale dell'Assunta e di San Nazario.

- Casa veneziana

### Architetture religiose
- Cattedrale dell'Assunta e di San Nazario, costruita nella seconda metà del XII secolo in stile romanico, sede della diocesi di Capodistria
- Rotonda dell'Assunta, risalente all'XI secolo, il più antico edificio di culto della cittadina
- Chiesa di San Basso
- Chiesa di San Giacomo
- Chiesa di San Biagio
- Chiesa e convento di San Francesco d'Assisi
- Chiesa di San Nicolò
- Chiesa della Santissima Trinità
- Chiesa e convento di Santa Clara
- Chiesa e convento di Santa Marta
- Chiesa di Sant'Anna
- Oratorio di San Tommaso

## Società

### Etnie e minoranze straniere

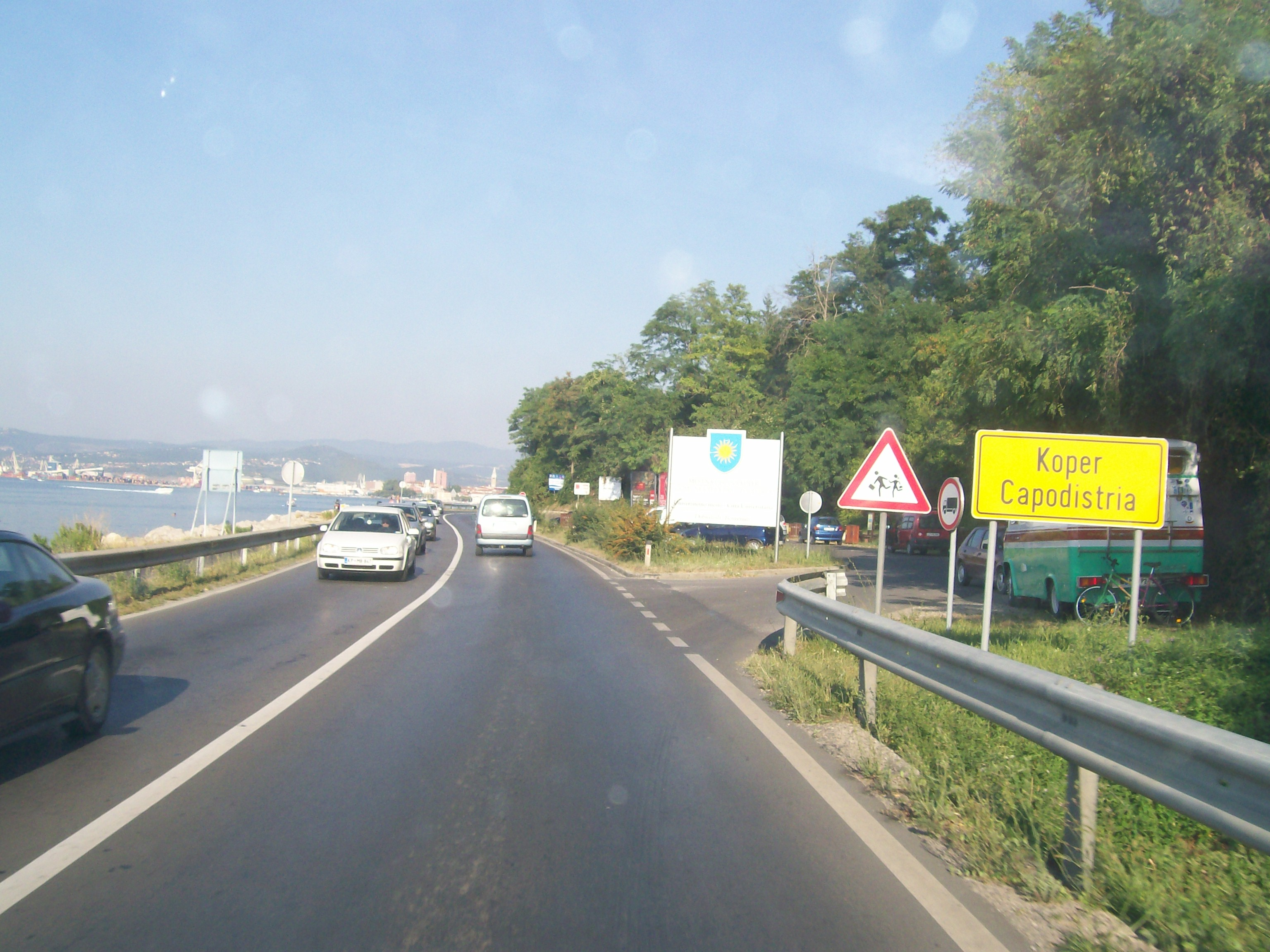
Cartello d'entrata bilingue.

Secondo l'imperialregio censimento austroungarico dell'anno 1900, a Capodistria vivevano 7205 italiani, 391 sloveni, 167 croati e 67 tedeschi. Il circondario immediato (soprattutto la pianura intorno a Bertocchi e San Canziano) era composto da una popolazione bilingue a prevalenza italiana, mentre l'entroterra collinare era abitato in maggioranza da sloveni. Questa divisione rimase in vigore fino alla fine della seconda guerra mondiale, quando il centro della città si spopolò a causa dell'esodo istriano e fu ripopolato da immigranti provenienti sia dalle campagne istriane e carsoline, sia da altre regioni della Slovenia (soprattutto dalla Stiria slovena). Negli anni sessanta e settanta, vi sopraggiunse un notevole flusso migratorio da altre aree dell'ex Jugoslavia, in primo luogo dalla vicina Croazia e dalla Bosnia ed Erzegovina. Oggi, tra il 15% e il 20% della popolazione di Capodistria parla come lingua materna una delle varianti del serbo-croato, che non ha però alcuno status ufficiale.

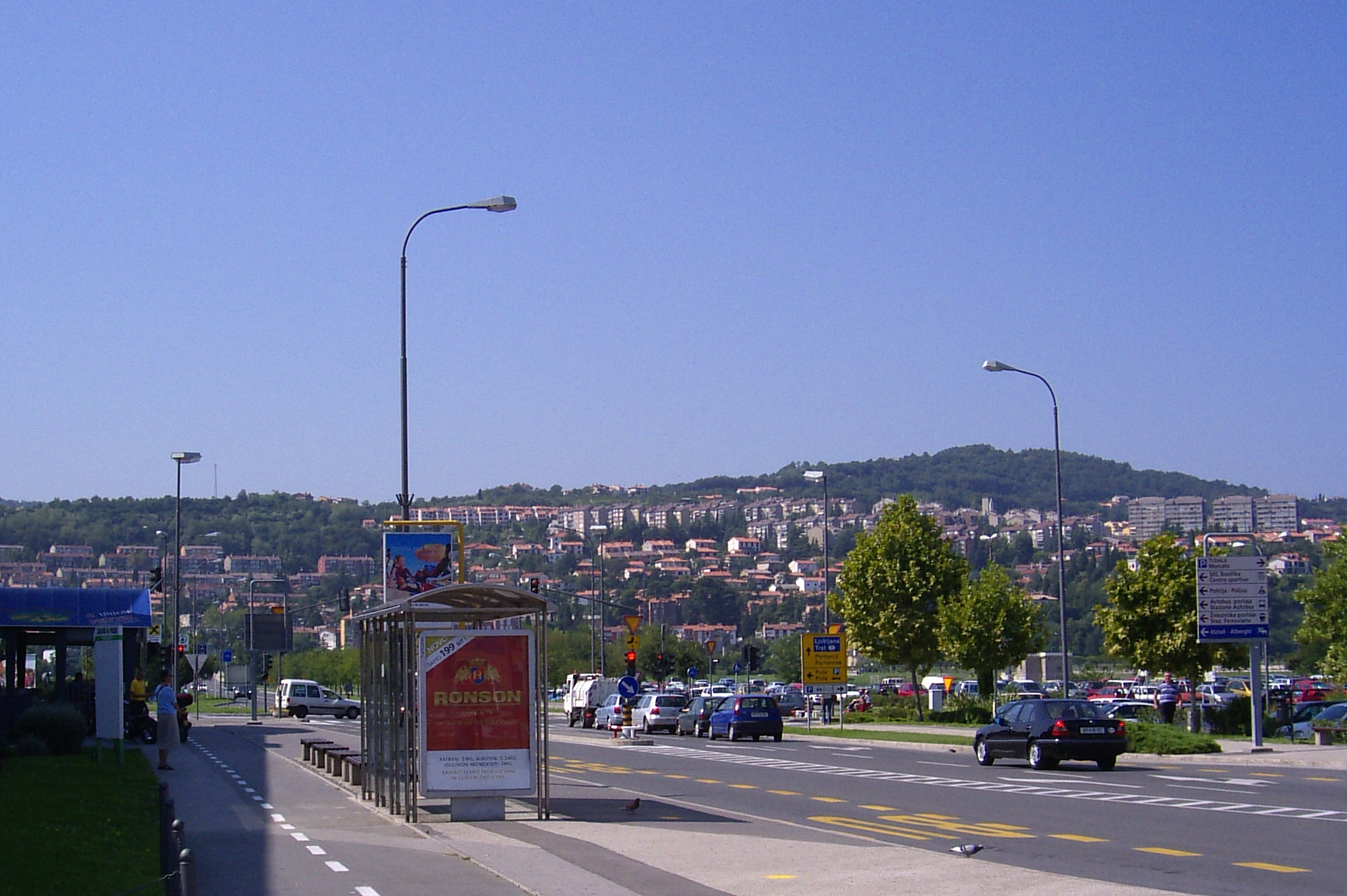
Moderno quartiere residenziale.

Tuttavia è opportuno sottolineare che negli ultimi anni la globalizzazione ed i numerosi lavori pubblici hanno portato numerosi appartenenti alla comunità italiana a trasferirsi in aree attualmente non incluse nel territorio a nazionalità mista comprendente le suddette località. Secondo le più recenti statistiche circa il 15% dei capodistriani appartenenti alla comunità italiana risiede fuori dal territorio a nazionalità mista, proprio per questo uno degli scopi principali dell'Unione Italiana è quello di ampliare il territorio nazionalmente misto all'intero comune, includendovi i restanti abitati.

### La presenza autoctona di italiani
La minoranza italiana è riunita in tre diverse comunità: la Comunità degli Italiani di Capodistria "Santorio Santorio" (916 iscritti), la Comunità degli Italiani di Crevatini-Ancarano (147 iscritti) e la Comunità degli Italiani di Bertocchi (103 iscritti). I sodalizi aderiscono all'Unione Italiana.
In base a quanto indicato dall'ultimo censimento sloveno (2002) i residenti appartenenti al gruppo etnico italiano sono 712, cioè pari all'1,6% della popolazione totale del Comune. I residenti di madrelingua italiana sono leggermente più numerosi: 1.059, ovverosia il 2,2% sul totale (prima dell'esodo ne rappresentavano circa i quattro quinti). La comunità italiana autoctona vive non pochi problemi, data la scarsa consistenza numerica e il suo lento ma inesorabile declino dovuto sia all'emigrazione, sia al basso tasso di natalità, sia all'assimilazione.
Tuttavia, analizzando il censimento della Repubblica di Slovenia del 2002 nella sezione relativa alla lingua di comunicazione in famiglia emerge che 2.015 abitanti (ovvero il 4,2%) hanno dichiarato di comunicare in famiglia in lingua italiana.
La residua comunità italiana gode di ampie tutele, storicamente derivanti dal Memorandum di Londra del 1954, che dividendo l'allora Territorio Libero di Trieste fra Italia e Jugoslavia obbligava i due stati ad instaurare delle forme di tutela delle rispettive minoranze. Tra i diritti riconosciuti, vi è quello di esporre la propria bandiera nei contesti pubblici, a fianco di quella slovena. Secondo la legge slovena lo status giuridico della minoranza può essere mutato solo con il consenso della stessa.

### Lingue e dialetti
In parte del territorio comunale di Capodistria oggi vige il bilinguismo ufficiale sloveno-italiano. Il bilinguismo riguarda tutti gli ambiti della vita pubblica, compresa la toponomastica. Sono bilingui la città di Capodistria e gli insediamenti di Barizoni/Barisoni, Bertoki/Bertocchi, Bošamarin/Bossamarino, Cerej/Cerei, Hrvatini/Crevatini, Kampel/Campel, Kolomban/Colombano, Prade, Premačan/Premanzano, Šalara/Sallara, Škocjan/San Canziano, Žusterna/Giusterna e inoltre la località di Valmarin a Spodnje Škofije (Scoffie di Sotto), corrispondenti alla quasi totalità dell'area storica d'insediamento della popolazione di lingua italiana.
| %      | Ripartizione linguistica (gruppi principali) |
| ------ | -------------------------------------------- |
| 2,76%  | madrelingua bosniaca                         |
| 8,06%  | madrelingua croata                           |
| 2,23%  | madrelingua italiana                         |
| 4,02%  | madrelingua serbo-croata                     |
| 74,14% | madrelingua slovena                          |

### Religione
La città è sede della diocesi di Capodistria, istituita nel VI secolo e dal 1977 suffraganea dell'arcidiocesi di Lubiana.

## Cultura

### Istruzione

#### Musei
- Museo Regionale di Capodistria, situato all'interno di Palazzo Belgramoni-Tacco, ospita al suo interno collezioni di archeologia e storia dell'arte.

#### Università
La città è sede dell'Università del Litorale, fondata nel 2003.

### Media

#### Radio TV
In città ha sede Radio Capodistria, emittente radiofonica di riferimento della minoranza italiana e l'emittente televisiva regionale pubblica TV Koper-Capodistria appartenente al gruppo RTV Slovenija.

### Festival
Nei mesi di luglio ed agosto si tiene il JEFF.

## Infrastrutture e trasporti

### Strade
L'autostrada A1 unisce la città e costa slovena con Lubiana e l'interno del Paese. Da Capodistria originano la superstrada H5 per il valico di frontiera di Scoffie con l'Italia e la superstrada H6, che la unisce ad Isola d'Istria e alle altre località costiere.

### Porto

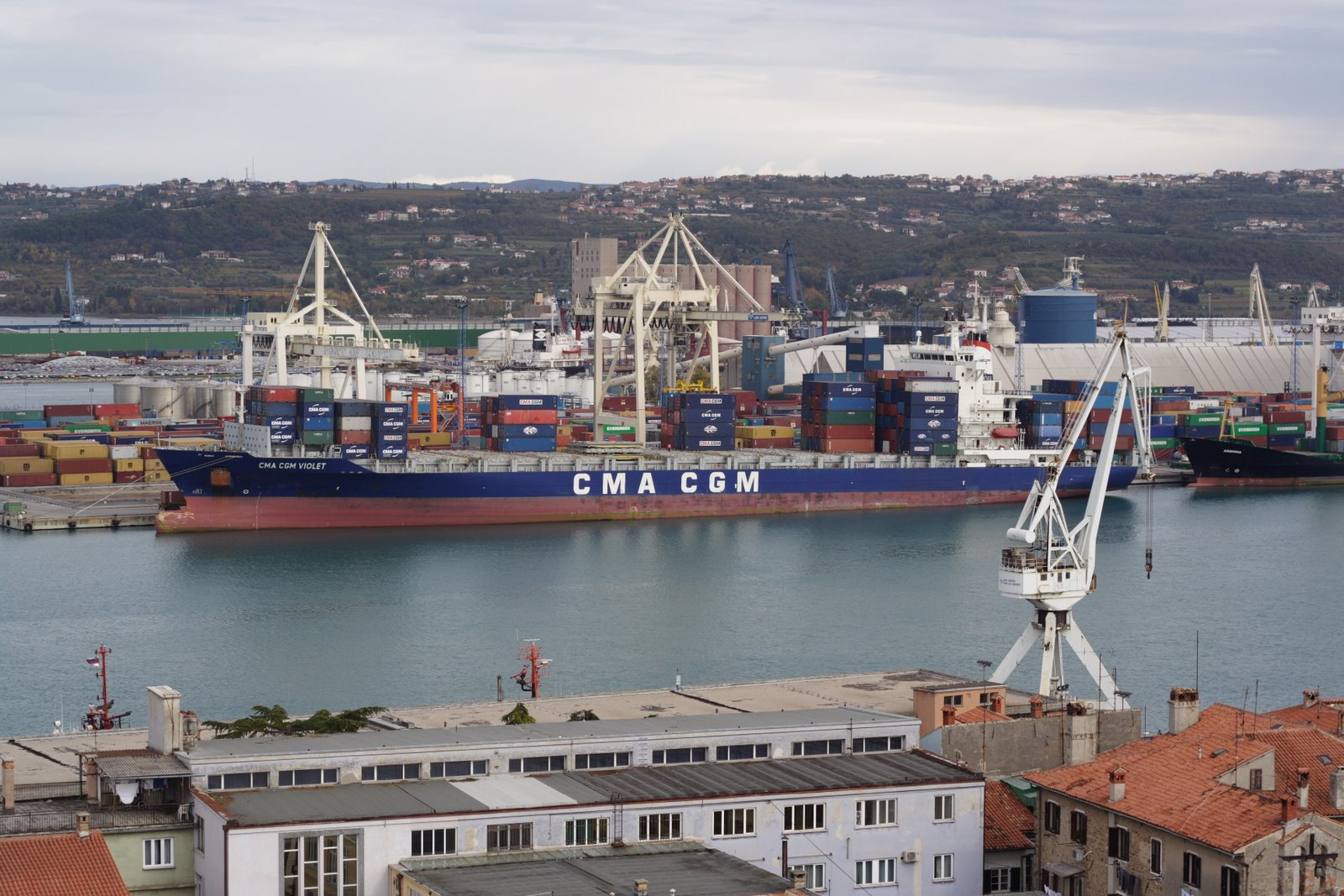
Porto di Capodistria

Capodistria e la baia prima della costruzione del porto (intorno al 1900)

Capodistria è sin dal 1954 il principale porto commerciale ed industriale della Slovenia, nonché uno dei più importanti del Mar Adriatico.
 Agli inizi del XXI secolo, con la ripresa dell'economia nazionale e la realizzazione di nuove infrastrutture, questo scalo portuale è balzato in testa alle classifiche per quanto riguarda il movimento container nel bacino adriatico.
Il porto di Capodistria (Luka Koper in sloveno) fa parte, in qualità di socio cofondatore, del NAPA (North Adriatic Ports Association) il consorzio voluto dalle autorità portuali di Ravenna, Venezia, Trieste e Capodistria per meglio cooperare e per migliorare il potenziale commerciale la qualità e l'efficienza del sistema portuale altoadriatico e delle infrastrutture ad esso collegate. Il NAPA si è costituito ufficialmente il 1º marzo del 2010. Il 29 novembre dello stesso anno, ai quattro soci fondatori si è aggiunto il porto croato di Fiume.

### Ferrovie
Capodistria è servita dall'omonima stazione posta sulla Bresenza-Capodistria gestita dalle Ferrovie slovene.

## Amministrazione
Il Consiglio Comunale ha 32 seggi, tre dei quali sono eletti direttamente dalla minoranza, mentre i restanti 29 sono nominati dal resto della popolazione. Uno dei tre vice-sindaci è inoltre designato dalla minoranza.

## Sport
La principale espressione sportiva della città è la squadra di calcio dell'FC Koper, mentre nella pallacanestro primeggia la squadra del KK Koper Primorska. Infine anche per la pallamano è presente una squadra, l'RK Koper.
La locale squadra di pallanuoto, il Koper 1958, ha vinto diversi campionati sloveni.
Il 23 settembre 2018 si è svolta la prima edizione dell'IRONMAN 70.3 di Capodistria.